# The War Show
The War Show è un documentario del 2016 diretto da Andreas Dalsgaard e Obaidah Zytoon.